# Endoscoop

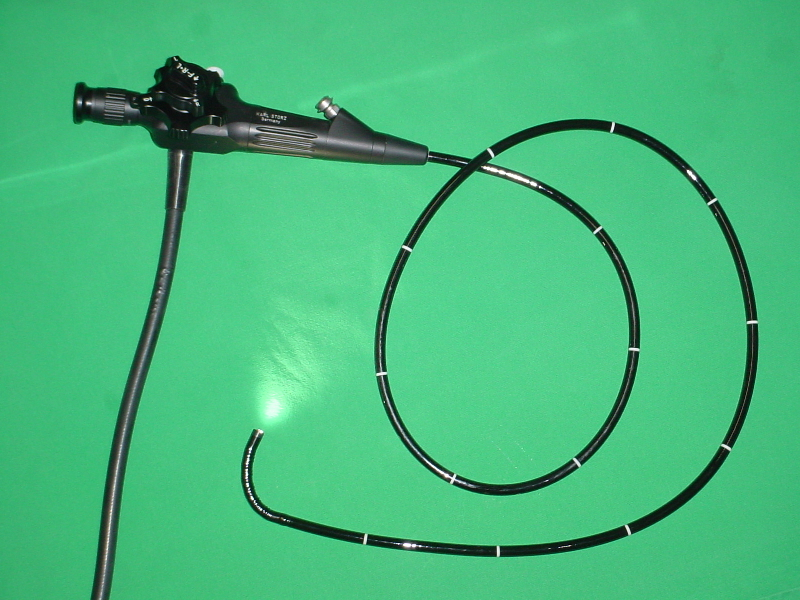
Flexibele endoscoop

Een endoscoop (letterlijk binneninkijker) is een instrument met aan het einde van een rigide buis of een flexibele slang of kabel een camera en verlichting, waarmee in een lichaam of object kan worden gekeken. Het kan ook voorzien zijn van een methode om het uiteinde te sturen en gereedschap om op afstand verdere handelingen te verrichten.
Als een endoscoop gebruikt wordt voor medisch onderzoek via een natuurlijke opening van het lichaam (mond of anus) wordt dit doorgaans endoscopie genoemd, terwijl de term laparoscopie wordt gebruikt voor onderzoek van de buikholte via een kunstmatige opening.
Er zijn tal van speciale endoscopen ontwikkeld:
- artroscoop ten behoeve van artroscopie (kijkoperaties in knie/schouder)
- bronchoscoop ten behoeve van bronchoscopie (longen)
- colonscoop ten behoeve van colonoscopie (kijkoperatie van de dikke darm)
- cystoscoop ten behoeve van cystoscopie (blaas/urinewegen)
- enteroscoop ten behoeve van enteroscopie (kijkoperatie van de dunne darm)
- ERCP-scoop ten behoeve van endoscopische retrograde cholangiopancreaticografie (kijkoperatie van de galwegen)
- gastroscoop ten behoeve van gastroscopie (kijkoperatie van de maag)
- hysteroscoop ten behoeve van hysteroscopie (kijkoperatie van de baarmoeder)
- laparoscoop ten behoeve van laparoscopie (kijkoperaties in de buik)
- laryngoscoop ten behoeve van laryngoscopie (strottenhoofd)
- proctoscoop ten behoeve van de opsporing van aambeien rond de anus en in de endeldarm

Buiten de geneeskunde worden endoscopen ook toegepast om op plaatsen te kunnen kijken waar geen directe zichttoegang mogelijk is.